# Arboretum de la Jonchère
El Arboreto de la Jonchère (en francés: Arboretum de la Jonchère) es un arboreto de 22 hectáreas de extensión de propiedad y administración del « Office national des forêts », se encuentra en la comuna de La Jonchère-Saint-Maurice, en Francia.

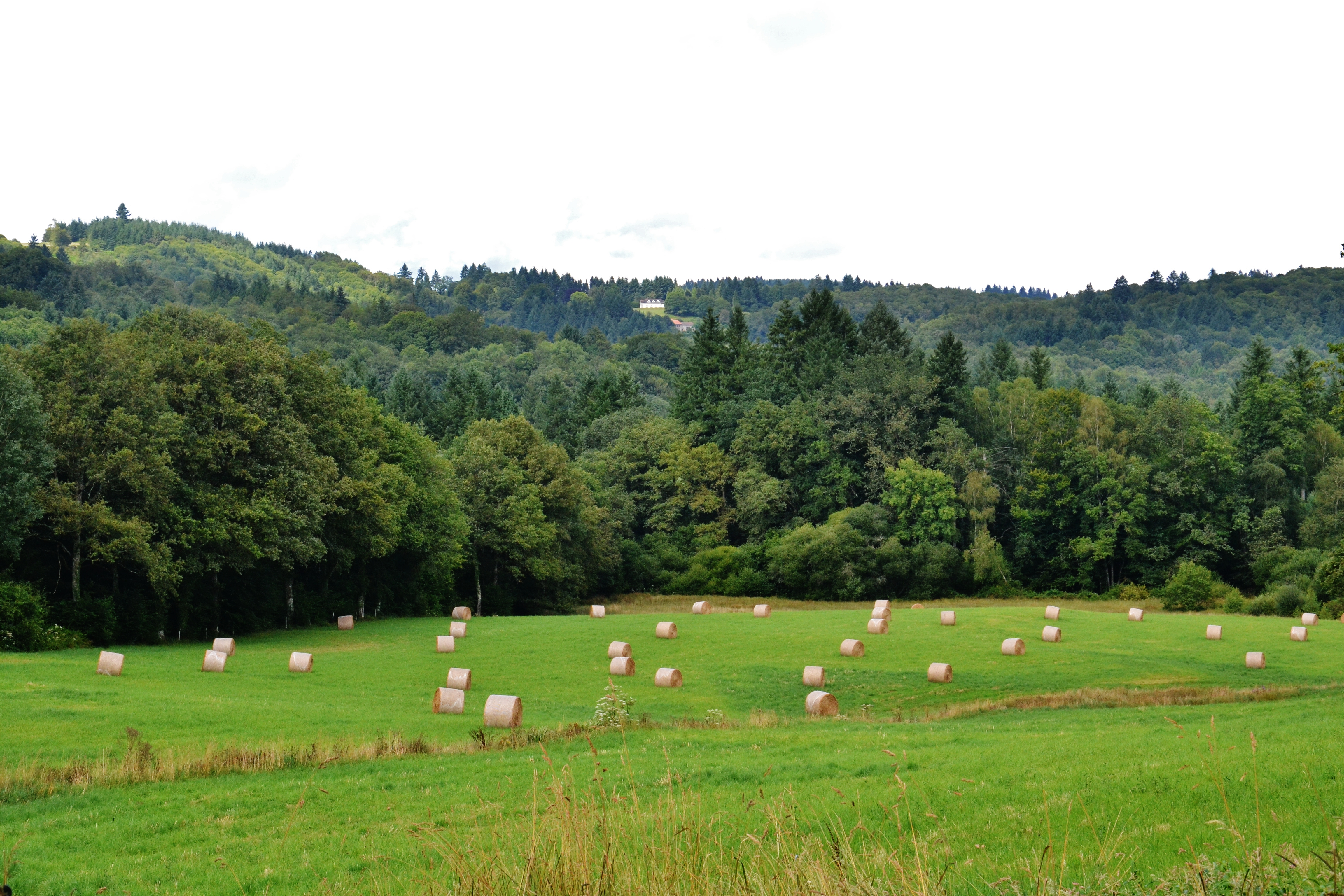
El entorno de los montes de Ambazac.

## Localización
Se ubica entre Laurière y Ambazac, en los « Monts d'Ambazac » que forman parte del « Massif Central » en su zona noroccidental. Las Montañas Ambazac tienen un clima oceánico y sufren las influencias de un relieve que los sitúa a la influencia de las perturbaciones atlánticas. Caen al año de 1100 1300 mm de lluvia.
Las Montañas Ambazac y el valle del Couze fueron clasificados en ZNIEFF (Zone naturelle d'intérêt écologique, faunistique et floristique/Zona natural de interés ecológico, faunístico y florístico) de tipo 2 por su riqueza ecológica. El área constituye un sitio de Natura 2000 debido a la presencia de numerosas especies de murciélagos.
El Arboreto está atravesado en la dirección norte-sur, por un arroyo proveniente de Mallety y alimenta una laguna en el tercio sur. De este fluyen hacia el oeste una red de arroyos de drenaje. La zona es bastante pantanosa, es allí una pequeña turbera.
Arboretum de la Jonchère, La Jonchère-Saint-Maurice, Département de Haute-Vienne, Limousin, France-Francia.
Planos y vistas satelitales46°00′00″N 1°28′07″E / 46.00000, 1.46861
Con una superficie de 6,61 hectáreas originalmente (que se ha ampliado con el tiempo a las 22 actuales), se encuentra en la ladera sur de las montañas Ambazac (701 m), a una altitud media de 425 m, el valle está orientado norte-sur, con una abertura al Sureste.
Se encuentra abierto todos los días del año, sin cargo.

## Historia
El arboreto fue creado por Henri Gérardin y André Laurent en 1884 como un vivero de aclimatación de resinosas, árboles forestales y de árboles ornamentales. Estuvo abandonado de 1904 a 1920 :
- Desde 1920 a 1930, árboles con valor comercial son explotados ;
- En 1926, Prueba de compra por el Estado ;
- En 1931, compra por una asociación de dendrólogos, para evitar la desaparición de esta rara colección de resinosas ;
- En 1932, hubo una violenta tempestad ;
- En 1938, compra por la "École Forestière de Nancy" ;
- Desde 1938 a 1944, Rehabilitación: cercas, caminos, estanques, paredes, drenajes, rewtirada de setos y árboles muertos o en descomposición, plantaciones de especies raras ;
- Desde 1945 a 1955, aclareo de matas, eliminando el exceso de variedades  sin interés. Reconstrucción de las parcelas de coníferas para la reforestación ;
- En 1955, violenta tormenta el 3 de junio ;
- Desde 1956 a 1962, mantenimiento de plantaciones jóvenes y parcelas más antiguas. Pruebas y ensayos de crecimiento de las variedades más representativas ;
- En 1963, la "Station de Recherches Forestières" selecciona 22 árboles (2 abetos de Cefalonia, 13 abetos de Vancouver, 4 abetos de Norman, 3 pinos de Douglas verdes), para preparar los especímenes para formar un huerto semillero;

Por otra parte, escaladores cosechan piñas en los abetos de Vancouver, tsugas heterofilas, abeto de Douglas, falso ciprés de Lawson, etc., para extraer las semillas ;
- En 1966, el "Service Régional d’Aménagement Forestier du Limousin" se hace cargo de la gestión del arboreto ;
- En 1967, l’E.N.G.R.E.F. (École nationale du génie rural, des eaux et des forêts/Escuela nacional del medio rural, de las aguas y de los bosques) se convierte en el nuevo propietario y administrador. Comienzan las visitas guiadas ;
- En 1970, nuevo plan para el uso y gestión ;
- En 1972, tormenta el 13 de febrero (112 km/h) ;
- En 1982, tormenta el 13 de noviembre (119 km/h) ;
- En 1988, l’E.N.G.R.E.F. cede el Arboreto al Estado.

El « Office national des forêts » lo gestiona, toma oficialmente el nombre de « Arboretum de La Jonchère » y se convierte en acceso público libre :
- En 1990, nuevo plan de gestión y recuperación, el establecimiento del « Sentier de Découverte » ;
- En 1999, 27 de diciembre de 1999 durante la tormenta, con vientos de casi 140 km / h que producen daños irreparables ;
- En 2000, el ministro de Agricultura y Bosques, Jean Glavany, va a ver de primera mano el daño de la tormenta para preparar las medidas gubernamentales de ayuda al Arboreto y presentarlas a las autoridades forestales limusinas en la sala de fiestas de La Jonchère; la "Fondation L'Oréal" y otros mecenas permiten su rehabilitación y plantación de nuevas especies ;
- En 2002, violenta tormenta el 15 de agosto ;
- En 2007, el 23 de enero hubo importantes nevadas con las consecuencias de árboles rotos o arrancados, varios días sin descongelar con temperaturas de menos 11 grados. El 29 de agosto, una violenta tormenta arrancó árboles y ramas rotas.

A pesar de todos los avatares, es uno de los cuatro primeros arboretos de Francia. Algunas de las variedades plantadas desde el principio, han desaparecido del arboreto, tanto a causa de las heladas severas, tormentas, como a una poda excesiva. 
Con sucesivas ampliaciones a lo largo del tiempo, su superficie se incrementó de 6,61 ha a las 22 ha actualmente.

## Colecciones
La flora autóctona que se desarrolla en el arboreto, es la flora característica de suelos silíceos tal como los helechos (Pteridium aquilinum), brezos (Calluna vulgaris), escobones (Cytisus scoparius), digitales (Digitalis purpurea), etc., mientras que en las zonas de escorretía, desarrolla una vegetación típica de los humedales y turberas tal como el bálsamo Balsaminaceae, helecho real (helecho muy raro) Osmunda regalis, Sibthorpia europaea (rara escrofulariacea protegida en Lemosín), etc. 
Lugar de prueba de aclimatación de muchas variedades de rododendros.
El arboreto actualmente alberga más de 60 especies de árboles catalogados incluyendo entre ellos especímenes centenarios entre otros de Calocedrus, secuoya, y Taxodium.
La fauna forestal habitual se encuentra aquí y, en concreto, las ardillas; muchas aves anidan aquí, incluyendo el raro y discreto "piquituerto rojo" Loxia curvirostra.

## Árboles notables del Arboreto
- "Sapin de Vancouver" (Abies grandis), plantado en 1930, casi 45 m de altura, volumen 20 m³;
- Tsuga heterophylla, plantado en 1890, casi 52 m de altura ;
- Pseudotsuga menziesii, plantado en 1910 casi 55 m de altura, con un volumen de 12 m³, entre las más altas en Europa ;
- "Sapin pectiné" (Abies alba), plantado en 1910, casi 40 m de altura, volumen 13 m³ ;
- "Sapin noble" (Abies procera), plantado en 1900, casi 38 m de altura ;
- "Sapin de Vancouver", plantado en 1930, casi 42 m de altura ;
- Cryptomeria japonica, plantado en 1885, casi 40 m de altura ;
- "Thuya géant" (Thuja plicata), plantado en 1885, casi 48 metros de altura, circunferencia de 5,10 m a 1 m de alto, volumen de 35 m³ ;
- Sequoia sempervirens, plantado en 1885, casi 53 m de alto volumen de 22 m³ ;
- "Séquoia géant" (Sequoiadendron giganteum), plantado en el Arboreto en 1885, fue desarraigada en 1887 y plantada en maceta que se presentó en la "Exposición Universal de San Petersburgo" (Rusia), se replanta a su regreso. Tiene más de 50 metros de altura, con un volumen de más de 52 m³ y una circunferencia de 6,85 m hasta 1 m de altura, con un diámetro de 2,18 m ;
- La emblemática haya tortuosa, es un icono simbólico del Arboreto, son injertos de « Faux de Verzy » (Fagus sylvatica var. tortuosa), injertado en un haya a 2 m de altura. Notable por su unión de las retorcidas ramas terrestres en forma de paraguas y las numerosas anastomosis.[2]